# لوئیس درک
لوئیس درک (انگلیسی: Luis Dreke؛ زادهٔ ۹ ژوئیهٔ ۱۹۵۳) بازیکن فوتبال اهل کوبا بود.
وی همچنین در تیم ملی فوتبال کوبا بازی کرده است.